# Carlos Alberto da Luz
Carlos Alberto da Luz (1 de mayo de 1945-4 de abril de 2019) fue un entrenador de fútbol brasileño. 

## Carrera
En la década de 1990, entrenó a las selecciones juveniles de Brasil y también trabajó como administrador de la CBF. Durante la Copa de las Confederaciones de 1997, actuó como «espía» de Arabia Saudita, el país anfitrión del torneo.
También pasó por las selecciones de Granada (2000), San Vicente y las Granadinas (2001) y Panamá, donde llegó en 2002 y dejó el cargo al año siguiente. También dirigió clubes en Omán y Arabia Saudita.
En 2018, consideró la clasificación de los Canaleros a la Copa de 2018 como «un accidente», afirmando que durante su paso por la selección la situación era complicada: la Federación Panameña de Fútbol carecía de recursos y no recibía ayuda del gobierno ni de empresas privadas, y no tenían agua ni siquiera durante los entrenamientos del equipo.
Carlos Alberto da Luz falleció el 4 de abril de 2019 en Nashville, Estados Unidos, a los 73 años.

## Clubes

### Como Entrenador
| Club                         | País                         | Año         |
| ---------------------------- | ---------------------------- | ----------- |
| Granada                      | Granada                      | 2000        |
| San Vicente y las Granadinas | San Vicente y las Granadinas | 2001        |
| Panamá                       | Panamá                       | 2002 - 2003 |